# Erik Håker
Erik Håker (ur. 4 marca 1952 w Oppdal) – norweski narciarz alpejski. Zajął 5. miejsce w zjeździe podczas igrzysk w Sapporo.
W 1979 r. Håker otrzymał medal Holmenkollen. Jest jedną z 11 osób, które nie uprawiały narciarstwa klasycznego, a otrzymały to wyróżnienie. Pozostali to: Stein Eriksen, król Haakon VII, Inger Bjørnbakken, Borghild Niskin, król Olaf V, Astrid Sandvik, Jacob Vaage, król Harald V i królowa Sonja (Norwegia) oraz Ingemar Stenmark (Szwecja).

## Sukcesy

### Igrzyska olimpijskie
| Igrzyska         | Miejsce     | Data              | Konkurencja   | Rezultat     |
| ---------------- | ----------- | ----------------- | ------------- | ------------ |
| Sapporo 1972     | Sapporo     | 7 lutego 1972     | zjazd         | 5. miejsce   |
| Sapporo 1972     | Sapporo     | 9–10 lutego 1976  | slalom gigant | nie ukończył |
| Sapporo 1972     | Sapporo     | 12–13 lutego 1972 | slalom        | nie ukończył |
| Innsbruck 1976   | Innsbruck   | 5 lutego 1976     | zjazd         | 25. miejsce  |
| Innsbruck 1976   | Innsbruck   | 9–10 lutego 1972  | slalom gigant | nie ukończył |
| Innsbruck 1976   | Innsbruck   | 14 lutego 1976    | slalom        | 36. miejsce  |
| Lake Placid 1980 | Lake Placid | 14 lutego 1980    | zjazd         | 17. miejsce  |

### Mistrzostwa świata
| Mistrzostwa Świata          | Miejsce                | Data             | Konkurencja   | Rezultat    |
| --------------------------- | ---------------------- | ---------------- | ------------- | ----------- |
| Val Gardena 1970            | Val Gardena            | 10 lutego 1970   | slalom gigant | 10. miejsce |
| St. Moritz 1974             | St. Moritz             | 9 lutego 1974    | zjazd         | 10. miejsce |
| Garmisch-Partenkirchen 1978 | Garmisch-Partenkirchen | 29 stycznia 1978 | zjazd         | 11.miejsce  |

### Puchar Świata

#### Miejsca w klasyfikacji generalnej
- 1969/1970 – 64.
- 1971/1972 – 12.
- 1972/1973 – 13.
- 1973/1974 – 30.
- 1974/1975 – 5.
- 1975/1976 – 23.
- 1976/1977 – 39.
- 1977/1978 – 18.
- 1978/1979 – 38.
- 1979/1980 – 20.

#### Miejsca na podium
1. Val d’Isère – 9 grudnia 1971 (gigant) – 1. miejsce
2. Banff – 18 lutego 1972 (gigant) – 1. miejsce
3. Val d’Isère – 8 grudnia 1972 (gigant) – 2. miejsce
4. Adelboden – 15 stycznia 1973 (gigant) – 3. miejsce
5. Naeba – 12 marca 1973 (gigant) – 1. miejsce
6. Val d’Isère – 5 grudnia 1974 (gigant) – 3. miejsce
7. Wengen – 11 stycznia 1975 (zjazd) – 3. miejsce
8. Fulpmes – 21 stycznia 1975 (gigant) – 1. miejsce
9. Megève – 1 lutego 1975 (kombinacja) – 3. miejsce
10. Naeba – 23 lutego 1975 (gigant) – 2. miejsce
11. Val Gardena – 21 marca 1975 (zjazd) – 2. miejsce
12. Madonna di Campiglio – 12 grudnia 1975 (zjazd) – 3. miejsce
13. Kitzbühel – 25 stycznia 1976 (zjazd) – 2. miejsce
14. Val Gardena – 17 grudnia 1976 (zjazd) – 3. miejsce
15. Laax – 10 marca 1978 (zjazd) – 3. miejsce
16. Laax – 11 marca 1978 (zjazd) – 2. miejsce
17. Val d’Isère – 17 grudnia 1978 (zjazd) – 1. miejsce
18. Val d’Isère – 7 grudnia 1979 (zjazd) – 3. miejsce
19. Val Gardena – 16 grudnia 1979 (zjazd) – 2. miejsce
20. Pra Loup – 6 stycznia 1980 (zjazd) – 3. miejsce